# 圣马梅-拉萨尔沃塔
圣马梅-拉萨尔沃塔（法語：Saint-Mamet-la-Salvetat，法語發音：[sɛ̃ mamɛ la salvəta]）是法国康塔尔省的一个市镇，位于该省西部偏南，属于欧里亚克区。

## 地理
圣马梅-拉萨尔沃塔（44°51'29"N, 2°18'25"E）面积51.49 平方千米，位于法国奥弗涅-罗讷-阿尔卑斯大区康塔爾省，该省份为法国中南部省份，位于法國中央高原中心，北起科雷兹省、上盧瓦爾省和多姆山省，西接洛特省和科雷兹省，南至阿韦龙省和洛特省，东临上盧瓦爾省和洛泽尔省。
与圣马梅-拉萨尔沃塔接壤的市镇（或旧市镇、城区）包括：布瓦塞、凯罗尔、拉卡佩勒维耶斯康、马科莱斯、翁普、罗阿讷圣马里、桑萨克-德马尔米耶斯、维特拉克、伊特拉克、勒鲁热-佩尔斯。

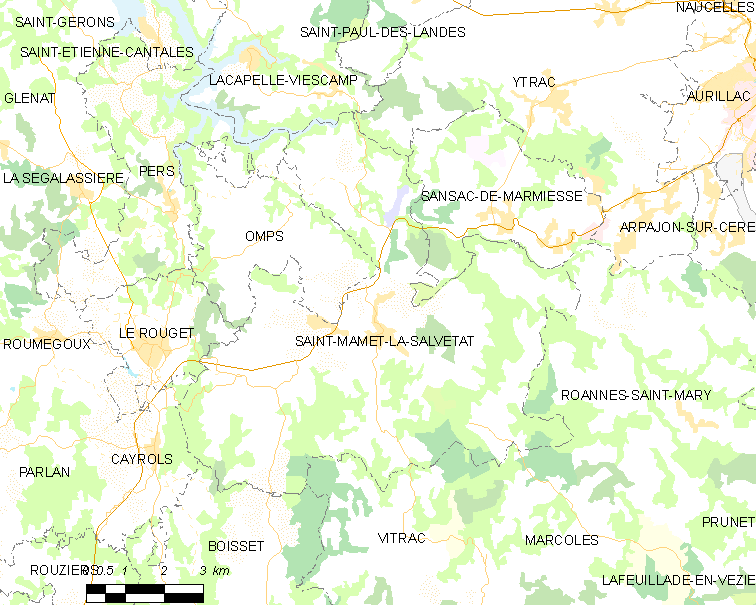
圣马梅-拉萨尔沃塔的OSM定位图

圣马梅-拉萨尔沃塔的时区为UTC+01:00、UTC+02:00（夏令时）。

## 行政
圣马梅-拉萨尔沃塔的邮政编码为15220，INSEE市镇编码为15196。

## 政治
圣马梅-拉萨尔沃塔所属的省级选区为莫尔斯县。

## 人口

1962-2008年间圣马梅-拉萨尔沃塔人口变化图示

圣马梅-拉萨尔沃塔于2022年1月1日时的人口数量为1537人。